# Lasse Rieß
Lasse Finn Rieß (* 27. Juli 2001 in Münster) ist ein deutscher Fußballspieler auf der Position des Torhüters. Er spielt für den 1. FSV Mainz 05 in der Fußball-Bundesliga.

## Karriere
Rieß wurde in Münster geboren und wuchs in Nieder-Olm bei Mainz auf. Beim dortigen FSV Nieder-Olm begann er mit dem Fußballspielen, initial noch als Stürmer. Im Jahr 2012 wechselte er in die Nachwuchsabteilung des 1. FSV Mainz 05, bei dem er zum Torwart umgeschult wurde und alle weiteren Jugendmannschaften durchlief. In der Saison 2017/18 war er Stammtorhüter der U-17, in der folgenden Saison Backup für Marius Liesegang bei der U-19, deren Stammtorhüter er in der folgenden Saison 2019/20 wurde. Im Sommer 2020 stieg er in den Kader der U-23 in der Regionalliga Südwest auf. Dort debütierte er am 12. September 2020 beim 2:1-Sieg gegen die TSG Balingen, bei dem er volle 90 Minuten spielte. Insgesamt kam er in 21 Saisonspielen zum Einsatz, wechselte sich jedoch regelmäßig noch mit Liesegang ab. In der folgenden Saison wurde er fester Stammtorhüter der U-23.
Daneben wurde er im Sommer 2021 Teil des Profikaders in der Bundesliga, dessen dritter Torhüter hinter Robin Zentner und Finn Dahmen er war. Im Februar 2022 stand er beim 3:2-Sieg gegen Bayer 04 Leverkusen erstmals im Spieltagskader der Profimannschaft, kam jedoch zu keinem Einsatz. In der Folge verlängerte er seine Vertragslaufzeit in Mainz bis 2025. Auch in der folgenden Saison blieb er noch bei der U-23, war aber zeitgleich Teil des Profikaders. Zur Saison 2023/24 rückte er dann verstärkt in die Bundesligamannschaft auf und kam nur noch sporadisch in der Regionalliga Südwest zum Einsatz. Hier wechselte er sich mit Daniel Batz um den Platz hinter Robin Zentner ab. Im Sommer 2024 verlängerte er seinen Vertrag bis 2027. Im Verlauf der Saison 2024/25 etablierte er sich vollends als Nummer 2 der Mainzer.
Nachdem im Mai 2025 Stammtorhüter Robin Zentner muskuläre Beschwerden geplagt hatten, konnte Rieß beim 1:1-Unentschieden gegen Eintracht Frankfurt am 4. Mai 2025 schließlich sein Bundesliga-Debüt geben. Auch eine Woche später, bei einem 4:1-Sieg beim VfL Bochum, stand er erneut im Tor der Rheinhessen. In diesen beiden Spielen machte er mit guten Leistungen auf sich aufmerksam.